# گوردون گرنجر
گوردون گرنجر (انگلیسی: Gordon Granger; ۶ نوامبر ۱۸۲۱ – ۱۰ ژانویهٔ ۱۸۷۶) فرد نظامی اهل ایالات متحده آمریکا بود.